# Mitsubishi J4M
Mitsubishi J4M «Senden» (яп. 閃電閃電, «Сенден» («Сверкающая молния»)) — проект истребителя Имперского флота Японии периода Второй мировой войны.
Кодовое название союзников - «Люк» (англ. Luke).

## История создания
В 1944 году флот выдал фирме Mitsubishi заказ 17-Си «B» на разработку скоростного истребителя-перехватчика. 
Для выполнения требований заказа был использован мощный двигатель Mitsubishi MK9D. Из-за его большой массы была выбрана двухфюзеляжная схема с центральной гондолой. В передней части гондолы была кабина пилота, в задней - двигатель, который вращал толкающий винт. Между двумя килями размещался горизонтальный стабилизатор. Вооружение самолёта должно было состоять из одной 30-мм пушки и двух 20-мм пушек, размещённых в гондоле.
Поскольку фирма Mitsubishi была загружена другими заказами, работы по данному проекту шли медленно, а первый проект был готов лишь в начале 1945 года. Зато конкурент, фирма Kyushu имела больше свободных мощностей, и её проект Kyushu J7W уже был в стадии прототипа. Поэтому работы над проектом J4M были свернуты.

## Тактико-технические характеристики
Источник данных: Уголок неба

Технические характеристики
- Экипаж: 1 чел.
- Длина: 13,00 м
- Размах крыла: 12,50 м
- Высота: 4,10 м
- Площадь крыла: 22,00 м²
- Масса пустого: 3400 кг
- Нормальная взлётная масса: 4400 кг
- Максимальная взлётная масса: 5225 кг
- Силовая установка: 1 × Mitsubishi MK9D
- Мощность двигателей: 1 × 2130 л. с.

Лётные характеристики
- Максимальная скорость: 703 км/ч
- Крейсерская скорость: 500 км/ч
- Практический потолок: 12000 м
- Скороподъёмность: 800 м/мин

Вооружение
- Стрелково-пушечное: Тип 5, Тип 99
- Бомбы: 1x30-мм пушка, 2x60-кг бомбы